# Балингам
Балингам (фр. Balinghem) насеље је и општина у североисточној Француској у региону Север-Па де Кале, у департману Па де Кале која припада префектури Сент Омер.
По подацима из 2011. године у општини је живело 1.165 становника, а густина насељености је износила 201,21 становника/km². Општина се простире на површини од 5,79 km². Налази се на средњој надморској висини од 8 метара (максималној 37 m, а минималној 2 m).

## Демографија
| 1962. | 1968. | 1975. | 1982. | 1990. | 1999. | 2011. |
| ----- | ----- | ----- | ----- | ----- | ----- | ----- |
| 511   | 525   | 539   | 530   | 763   | 829   | 1.165 |

График промене броја становника у току последњих година